# Hockey Club Trieste
L'Hockey Club Trieste è una Associazione Sportiva Dilettantistica di hockey su prato con sede a Trieste. 
Attualmente è impegnata nei campionati federali, nell'Area 2, di Serie B maschile, di Serie B femminile indoor e degli U14.

## Palmarès
- Scudetto: 1

1948

## Onorificenze
- Stella di Bronzo al Merito Sportivo: 1971-72